# اردوگاه پناهندگان الحسن
اردوگاه پناهندگان الحسن (گاهی اوقات "کمپ شاهزاده حسن") اردوگاه آوارگان فلسطینی است که در ۵ کیلومتری مرکز امان، پایتخت اردن واقع شده است. از نظر اداری در استان امان (پایتخت) قرار دارد.
این اردوگاه در سال ۱۹۶۷ تأسیس شد و برآورد جمعیتی در سال ۲۰۲۱ نشان داد که ۹۴۰۸ نفر در آنجا زندگی می کردند، اگرچه برآورد قبلی (در سال ۲۰۱۸) این تعداد را ۱۴۰۶۸ تعیین کرده بود.
اردوگاه‌های آوارگان فلسطینی در پادشاهی اردن هاشمی در شش استان توزیع شده‌اند که در میان آن‌ها استان پایتخت و استان مدبه شامل اردوگاه آوارگان الوحدات، اردوگاه جبل الحسین، شاهزاده حسن، اردوگاه طالبیه و اردوگاه مدبه است.